# A ciolla
A Ciolla è l'undicesimo album discografico di Brigan Tony, pubblicato nel 1987.

## Descrizione
I generi variano dalla tarantella siciliana al pop anni 80, dal rap al rock con influenze della musica latino-americana.
Le canzoni sono intervallate dalle scenette di Padre Tamarindo e U cavaleri, quest'ultima divisa in due parti, separando il lato A dal lato B delle musicassette dell'epoca.
La prima traccia è la reinterpretazione di The Final Countdown degli Europe, che diventa Stuppai 'na Fanta.
La parola Ciolla è utilizzata per descrivere il Jolly delle carte da gioco, rappresentato sulla copertina (con il viso dell'artista).
In  Sicilia, però, Ciolla è un modo per indicare il pene.

## Tracce
1. Stuppai 'na Fanta
2. Mi vulissi maritari
3. Padre Tamarindo
4. Comu ci mangia
5. Semu fuiuti frischi
6. U cavaleri 1ª parte
7. U cavaleri 2ª parte
8. Opa'cche bellu 'u cinima
9. 'U fruttaiolu
10. A machinedda
11. 'U curiusu
12. Cha Cha Cha Bau Bau